# Châtenay-sur-Seine
Châtenay-sur-Seine település Franciaországban, Seine-et-Marne megyében. Lakosainak száma 1049 fő (2022. január 1.). Châtenay-sur-Seine La Tombe, Balloy, Courcelles-en-Bassée, Égligny, Gravon és Montigny-Lencoup községekkel határos.

## Népesség
A település népességének változása:
| Lakosok száma | 968  | 1007 | 1042 | 1024 | 1046 | 1063 | 1060 | 1054 | 1049 |
|               | 2013 | 2015 | 2016 | 2017 | 2018 | 2019 | 2020 | 2021 | 2022 |